# GBU-43/B
A GBU-43/B - Massive Ordnance Air Blast (rövidítve MOAB, nagy tömegű tüzérségi légibomba, közismert nevén Mother of All Bombs, azaz „minden bombák anyja”) egy légibomba, melyet az Egyesült Államok fejlesztett ki. Az amerikai arzenál legerősebb, nem nukleáris fegyvere.  A 10,3 tonna súlyú, GPS-irányítású bombát úgy tervezték, hogy egy C–130 Hercules el tudja szállítani. A bomba több mint 8 tonna robbanóanyaggal rendelkezik, ennek pusztító ereje 11 tonna TNT-nek felel meg. Tényleges bevetése 2017 április 13-án történt meg, amikor Kelet-Afganisztánban az Iszlám Államhoz tartozó dzsihádisták búvóhelyeit célozták.
2007-ben az orosz hadsereg bejelentette, hogy tesztelnek egy légibombát, melynek beceneve „Minden bombák atyja” (FOAB), állításuk szerint hatása négyszer olyan erős, mint a MOAB-é. Ezt széles körben vitatják a szakértők.

## Bevetése
A bombát először 2017. április 13-án vetették be Afganisztánban, Nangarhar tartományban. A légicsapás célja az Iszlám Állam harcosai és az általuk használt alagutak voltak. Az afgán védelmi minisztérium szóvivője azt mondta, 36 harcost öltek meg, a tartomány kormányzója szerint 92 a halottak száma.

## Gyártás
A MOAB-ot a McAlester Army Ammunition Plant gyártja McAlesterben (Oklahoma állam, USA). Először 2003. március 11-én tesztelték Floridában, az Eglin légibázis lőterén.

## Galéria

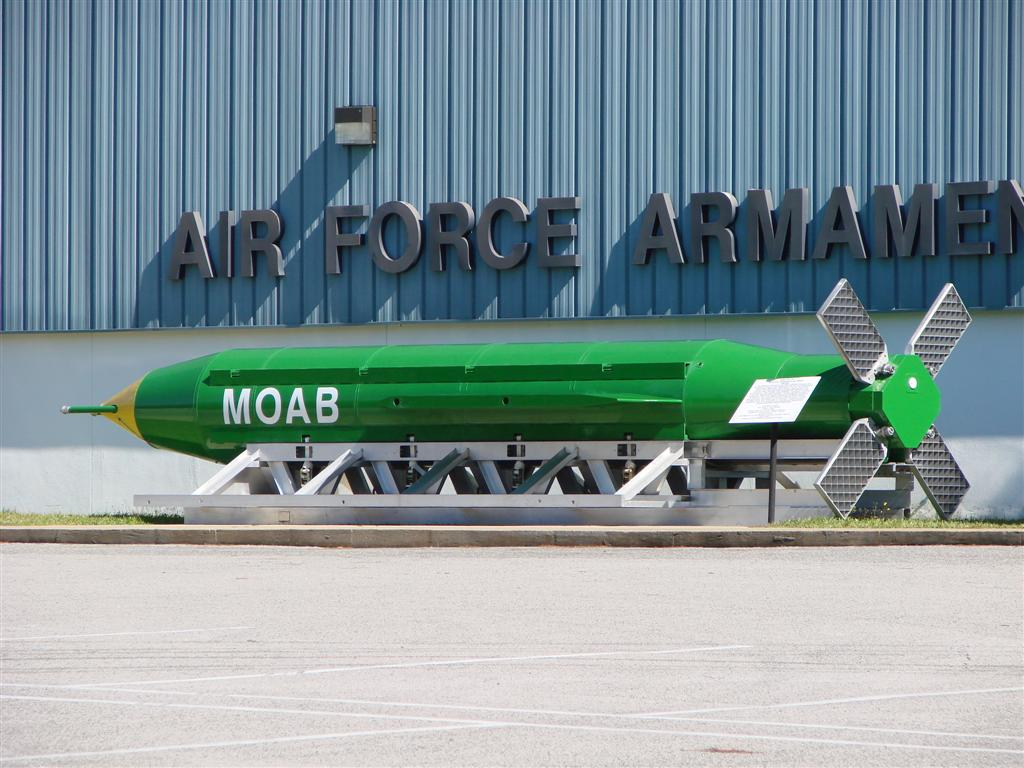
GBU-43/B Floridában, az Eglin Air Force bázison
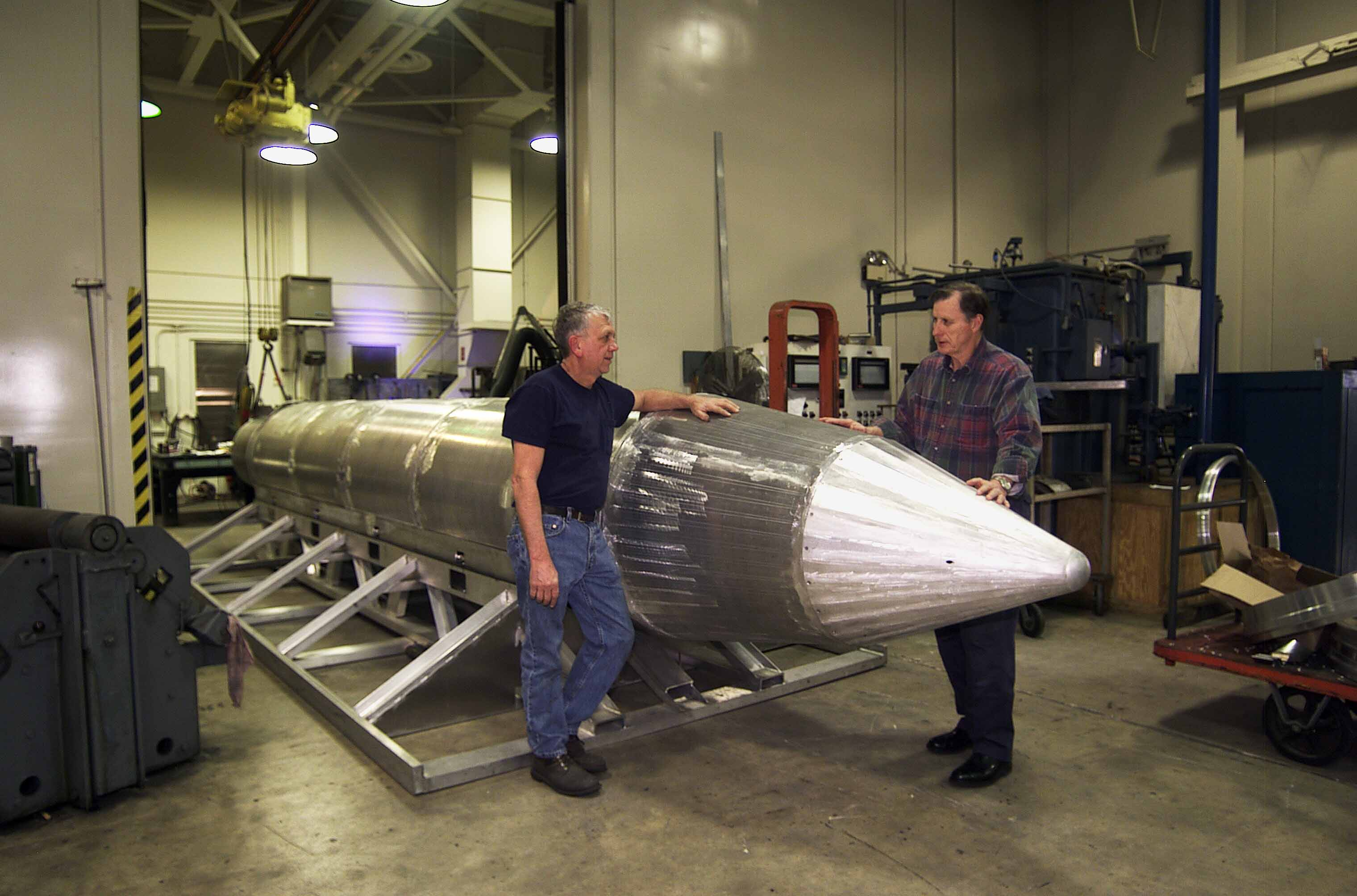
A prototípus festés előtt, jobbra az alkotója